# Zach Loyd
Zachary Robert Loyd (Tulsa, Oklahoma, 18 de julio de 1987) es un exjugador de fútbol estadounidense. Jugó para el FC Dallas y el Atlanta United en la Major League Soccer y representó a la selección nacional de Estados Unidos. Tras su retiro se convirtió en entrenador.

## Trayectoria
Asistió a la Universidad de Carolina del Norte, donde jugó cuatro temporadas para los Tar Heels en la División I de la NCAA. En paralelo jugó también para el Carolina Dynamo de la USL Premier Development League.
En el SuperDraft de la MLS 2010 fue seleccionado por el FC Dallas en la quinta posición de la primera ronda. Con ese equipo jugaría 180 partidos oficiales.
Una lesión lo forzó a perderse gran parte de la temporada 2016, por lo que no participó de la conquista de la Lamar Hunt U.S. Open Cup 2016.
En diciembre de 2016 su club lo expuso al Draft de Expansión de la MLS, siendo seleccionado por el Atlanta United en la tercera posición. Sin embargo las lesiones afectaron su rendimiento y el jugador se retiró al finalizar la temporada.

### Clubes
| Club            | País           | Año       |
| --------------- | -------------- | --------- |
| Carolina Dynamo | Estados Unidos | 2007-2009 |
| FC Dallas       | Estados Unidos | 2010–2016 |
| Atlanta United  | Estados Unidos | 2017      |

## Selección nacional
Jugó 3 partidos con la selección de fútbol de Estados Unidos entre 2011 y 2012.

## Vida personal
En 2012 contrajo matrimonio con Casey Nogueira, también jugadora profesional de fútbol.